# بدر العجيل
بدر ضاحي العجيل العسكر (1934 - 24 مارس 2021)؛ نائب سابق في مجلس الأمة الكويتي، في الفصل التشريعي الثالث عام 1971 عن الدائرة الخامسة كيفان وحصل على المركز الثاني برصيد 1,088 صوت.

## عن حياته
تلقى تعليمه منذ صغره في مدرسة الملا مرشد السليمان، والمدرسة القبلية، ثم المدرسة المباركية حيث وصل إلى الصف الثالث الثانوي، أبتعث إلى بغداد للحصول على البكالوريا، ثم أبتعث إلى مصر حيث درس الحقوق في جامعة القاهرة وحصل على الليسانس، وفي عام 1964 عين نائب عام كويتي لمدة 8 سنوات ( أول نائب عام كويتي ) اختير خلالها عضواً في لجنة مراجعة وتعديل القوانين المشكلة من مجلس الوزراء.

## السيرة الذاتية
- رئيس مكتب مقاطعة إسرائيل.
- عضو مجلس الأمة 1971
- معاون فني في ديوان الموظين.
- رئيس نيابة في وزارة العدل.
- محامي عام.
- عين نائباً عاماً عام 1960 حتى عام 1968 حيثُ قدم استقالته.
- رئيس جمعية المعلمين 1973 – 1974.
- أسس كليه القانون والشريعة.
- مدرس في المدرسة القبلية 1952.
- حاصل على شهادة الليسانس في الحقوق من جامعة القاهرة.